# Phil Minton

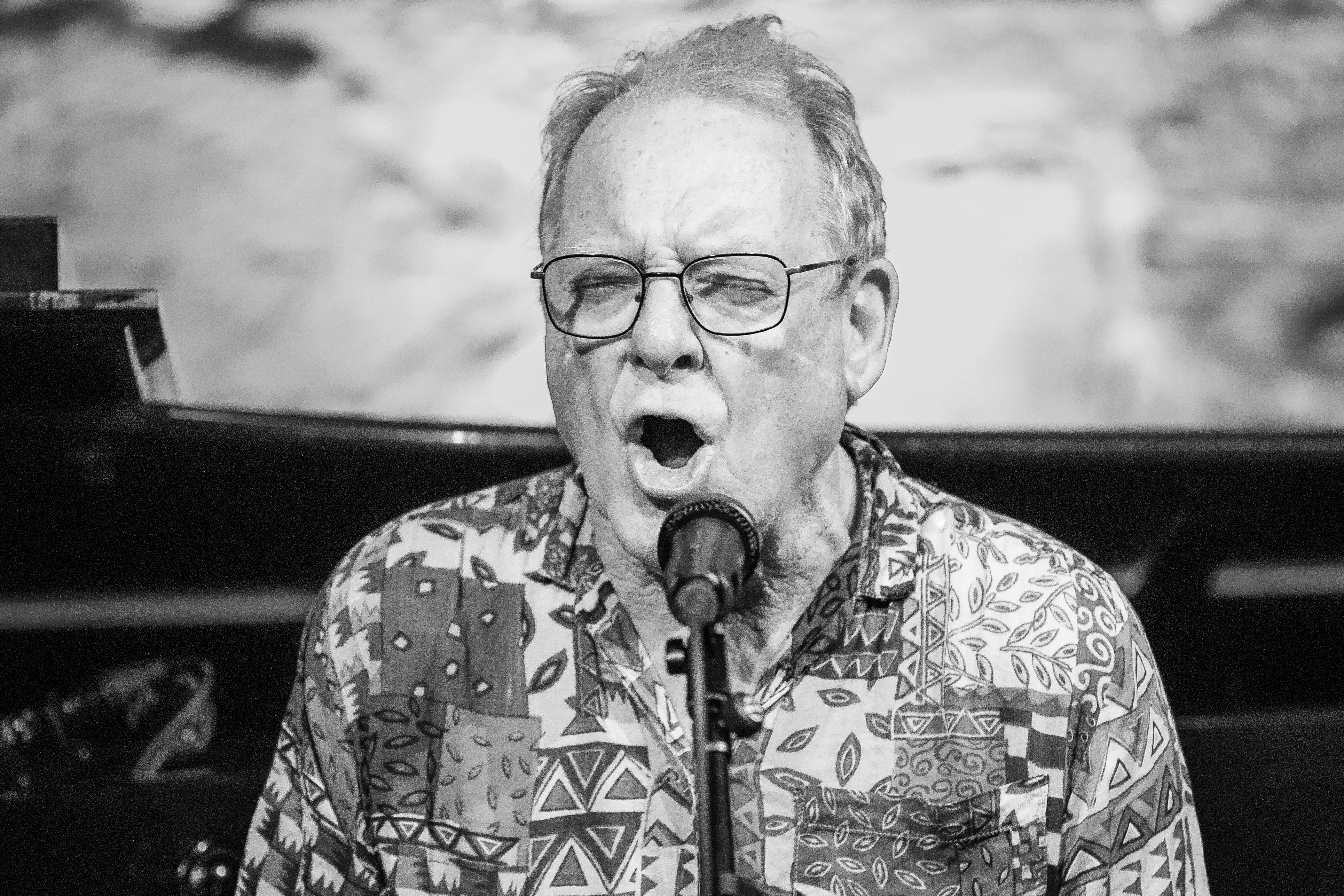
Phil Minton auf der Bühne in Smeltehytta, Kongsberg 2024
Foto von Tore Sætre

Phil Minton (* 2. November 1940 in Torquay, Devon, Großbritannien) ist ein Sänger des Avantgarde Jazz und der freien Improvisationsmusik, der als  Jazztrompeter begann. Als Vokalist gilt er mit „schier unglaublichen und unheimlichen Sounds, für die es weit und breit nichts Vergleichbares gibt“ (Bert Noglik) als eine feste Größe in der Szene der freien Improvisatoren.

## Leben und Wirken
Minton, dessen Eltern Sänger waren und der im Kirchenchor sang, erhielt mit fünfzehn Jahren den ersten Trompetenunterricht. Zwischen 1959 und 1961 spielte er in Devon im Brian Weldon Quintet. 1962 zog er nach London, wo er mit Mike Westbrook arbeitete, dessen Band er nach Zwischenspielen als Tanzmusiker in Las Palmas (1964/65) und Schweden (1966 bis 1971) von 1971 bis 1990 für viele Programme (z. B. On Duke’s Birthday) und internationale Tourneen angehörte. Durch Westbrook kam er zum Gesang und zum Kontakt mit der Avantgarde- bzw. Free-Jazz-Szene Londons.
1975 gründete er mit Julie Tippetts, Maggie Nicols und Brian Ely das Vokalquartett Voice. Ab dem gleichen Jahr erarbeitete er sich ein Soloprogramm. Seit den 1980er Jahren gastierte er in unterschiedlichsten Konstellationen weltweit bei einschlägigen Festivals und arbeitete dabei zunächst mit Fred Frith, Roger Turner, Günter Christmann, Peter Brötzmann und Willi Kellers, später mit Radu Malfatti und Phil Wachsmann (Raphiphi), John Zorn (Angelica 94) oder Tom Cora (Roof). Parallel dazu wirkte er bei Filmmusiken und auf Plattenaufnahmen von Lindsay Cooper, Theaterproduktionen von Mike Figgis, Auftritten von Georg Gräwes GrubenKlangOrchester, Tony Oxleys Celebration Orchestra und multidisziplinären Arbeiten des Komponisten Konrad Boehmer mit. Seit 1987 entstanden aus der Zusammenarbeit mit dem Pianisten Veryan Weston mehrere CDs, von denen vor allem das Oratorium für Chor Songs from a Prison Diary zu erwähnen ist, das auf Texten Ho Chi Minhs beruht.
Minton war 1997 an der europäischen Erstaufführung von Carla Bleys Escalator over the Hill als Gesangssolist maßgeblich beteiligt. Weiterhin arbeitete er mit zahlreichen Improvisationskünstlern wie Thomas Lehn und Axel Dörner (die zusammen das Trio TOOT bilden), Derek Bailey, Erhard Hirt, John Butcher oder Bob Ostertag zusammen. 1998 sang er in der Berliner Band Frigg imaginäre Shanties. Er arbeitete außerdem in Projekten von Alfred Harth (Vladimir Estragon), Franz Koglmann (O Moon My Pin-Up, 1998), Klaus König, David Moss, Simon Nabatov, Paul Hubweber, Uli Böttcher (Schnack) und Oliver Schwerdt (EUPHORIUM_freakestra Free Electric Supergroup, 2007) und ist in Hörstücken von Grace Yoon, Andreas Ammer, FM Einheit und Ulrike Haage zu hören.

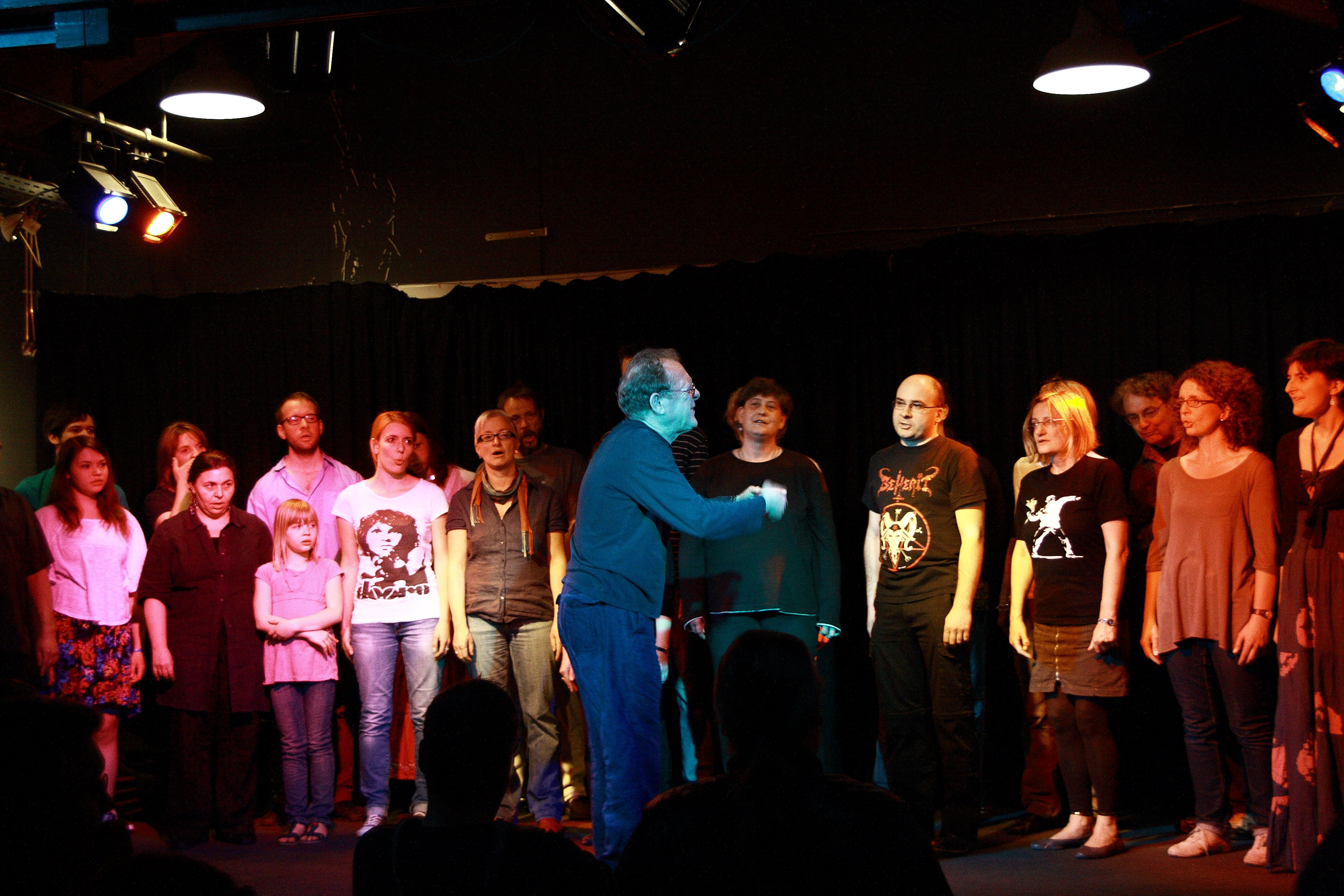
Auftritt eines Feral Choir im club W71, April 2011

In Workshops unterrichtet er als Chorleiter unter dem Namen The Feral Choir die (häufig sehr zahlreichen) Teilnehmer aus Laien- und Profisängern in seiner Art des Improvisationsgesangs.
Sein Gesangsstil ist voller ekstatischer Momente und fantasievoller Geräuschanreicherungen mit „aberwitzigen und kunstvollen Röchelvokalisen“ (Ulrich Ohlshausen). Daneben trägt er auch gefühlvolle Balladen und Kunstlieder vor. 1988 wurde er von der Zeitschrift Jazz Forum als bester männlicher Sänger Europas anerkannt. Er ist an zahlreichen Plattenaufnahmen beteiligt.
In einem Interview aus Anlass seines 80. Geburtstags erzählte Minton, dass seine musikalische Sozialisation über Stimmen wie jene von Kathleen Ferrier, Louis Armstrong oder Jussi Björling geschehen sei. Im Jazz habe er als junger Trompeter Ornette Coleman, Miles Davis, Charles Mingus, John Coltrane oder Roland Kirk geschätzt. Gemeinsam mit einem Freund, der Bildender Künstler war, habe er sich dann eines Tages die Frage gestellt: Warum kann Musik nicht so klingen wie ein Bild von Jackson Pollock aussieht?

## Hörspiele
- 2001: Andreas Ammer/FM Einheit/Sebastian Hess: Marx Engels Werke (Die Revolution) – Regie und Komponisten: Andreas Ammer/FM Einheit (Pophörspiel – BR)

## Lexigraphische Einträge
- Wolf Kampmann (Hrsg.), unter Mitarbeit von Ekkehard Jost: Reclams Jazzlexikon. Reclam, Stuttgart 2003, ISBN 3-15-010528-5.
- Martin Kunzler: Jazz-Lexikon. Band 2: M–Z (= rororo-Sachbuch. Bd. 16513). 2. Auflage. Rowohlt, Reinbek bei Hamburg 2004, ISBN 3-499-16513-9.